# Challenger de Bangalore
El Bengaluru Open es un torneo profesional de tenis. Pertenece al ATP Challenger Tour. Se juega desde el año 2015 sobre pistas de dura, en Bangalore, India.

## Palmarés

### Individuales
| Año     | Campeón              | Finalista                | Resultado        |
| ------- | -------------------- | ------------------------ | ---------------- |
| 2015    | James Ward           | Adrián Menéndez-Maceiras | 6-2, 7-5         |
| 2016    | No Celebrado         | No Celebrado             | No Celebrado     |
| 2017    | Sumit Nagal          | James Ward               | 6-3, 3-6, 6-2    |
| 2018    | Prajnesh Gunneswaran | Saketh Myneni            | 6-2, 6-2         |
| 2019    | No Celebrado         | No Celebrado             | No Celebrado     |
| 2020    | James Duckworth      | Benjamin Bonzi           | 6-4, 6-4         |
| 2021    | No Celebrado         | No Celebrado             | No Celebrado     |
| 2022-I  | Tseng Chun-hsin      | Borna Gojo               | 6-4, 7-5         |
| 2022-II | Aleksandar Vukic     | Dimitar Kuzmanov         | 6-4, 6-4         |
| 2023    | Max Purcell          | James Duckworth          | 3-6, 7-5, 7-6(5) |
| 2024    | Stefano Napolitano   | Seong-chan Hong          | 4-6, 6-3, 6-3    |
| 2025    | Brandon Holt         | Shintaro Mochizuki       | 6-3, 6-3         |

### Dobles
| Año      | Campeones                         | Finalistas                                  | Resultado           |
| -------- | --------------------------------- | ------------------------------------------- | ------------------- |
| 2015     | Saketh Myneni Sanam Singh         | John Paul Fruttero Vijay Sundar Prashanth   | 5-7, 6-4, [10-2]    |
| 2016     | No Celebrado                      | No Celebrado                                | No Celebrado        |
| 2017     | Mikhail Elgin Divij Sharan        | Ivan Sabanov Matej Sabanov                  | 6-3, 6-0            |
| 2018     | Max Purcell Luke Saville          | Purav Raja Antonio Šančić                   | 7-6(3), 6-3         |
| 2019     | No Celebrado                      | No Celebrado                                | No Celebrado        |
| 2020     | Purav Raja Ramkumar Ramanathan    | Matthew Ebden Leander Paes                  | 6-0, 6-3            |
| 2021     | No Celebrado                      | No Celebrado                                | No Celebrado        |
| 2022 (1) | Saketh Myneni Ramkumar Ramanathan | Hugo Grenier Alexandre Müller               | 6-3, 6-2            |
| 2022 (2) | Alexander Erler Arjun Kadhe       | Saketh Myneni Ramkumar Ramanathan           | 6-3, 6-7(4), [10-7] |
| 2023     | Yun-seong Chung Yu-hsiou Hsu      | Anirudh Chandrasekar Vijay Sundar Prashanth | 3–6, 7–6(7), [11–9] |
| 2024     | Saketh Myneni Ramkumar Ramanathan | Constantin Bittoun Kouzmine Maxime Janvier  | 6–3, 6–4            |
| 2025     | Anirudh Chandrasekar Ray Ho       | Blake Bayldon Matthew Romios                | 6–2, 6–4            |